# Viljar Loor
Viljar Loor (ur. 1 października 1953 w Tartu, zm. 22 marca 2011 w Tallinnie) – estoński siatkarz. W barwach ZSRR medalista olimpijski z Moskwy.
Zawody w 1980 były jego jedynymi igrzyskami olimpijskimi. Oprócz złota igrzysk olimpijskich dwukrotnie sięgał po złoty medal mistrzostw świata (1978 i 1982) oraz pięciokrotnie zostawał mistrzem Europy (1975, 1977, 1979, 1981, 1983). Był graczem m.in. CSKA Moskwa, z którym wywalczył siedem tytułów mistrza ZSRR i zwyciężał w Pucharze Mistrzów.